# François Boucher
François Boucher (Párizs, 1703. szeptember 29. – Párizs, 1770. május 30.) francia festő, a rokokó stílus kiemelkedő képviselője.

## Élete
Apja, Nicolas Boucher szintén festő volt. Tanulmányait 1720-ban kezdte meg François Lemoyne-nál, a kor neves rokokó festőjénél, majd mindössze három hónap múlva Jean Cars-nál folytatta. Nagy hatással volt rá Tiziano, Veronese és Tintoretto munkássága. 1723-ban elnyerte a királyi festészeti és szobrászati akadémia első díját, a Római Nagydíjat. Ez az 1663-ban XIV. Lajos által alapított díj, amelyet egy versenyen lehetett elnyerni, királyi ösztöndíjjal és négyéves római tanulmányi lehetőséggel járt. Azok a művészek azonban, akik nem arattak győzelmet a pályázaton, semmiféle térítésben nem részesültek munkájukért. Boucher csak négy évvel a díj elnyerése után kezdte meg római útját.
1724 és 1726 között Watteau festményeiről 120 darab metszetett készített el, így tanulmányozva példaképe technikáját. Római útja alatt Giovanni Domenico Tiepolo, Luca Giordano, Sebastiano Ricci és Giovanni Benedetto Castiglione munkássága hatott rá. Rómából visszatérve, 1731-től felgyorsult karrierje. 1733-ban megnősült, felesége Marie Joanne Busseau ekkor csak 17 éves volt. 1734-ben nagy feltűnést keltett Rinaldo és Amira című festményével, a kép XV. Lajos francia király tetszését is elnyerte, így tagja, később professzora, utóbb rektora lett a Királyi Festészeti és Szobrászati Akadémiának. 1755-ben elnyerte a királyi gobelin-manufaktúra vezetőjének állásást, végül 1765-ben a „Premier Peintre du Roi” (A király első festője) címet.
Műveivel nagy társasági sikereket is aratott. Madame de Pompadour, XV. Lajos francia király szeretője, kor befolyásos alakja megkedveli képeit, és így Boucher rendkívül divatos festővé vált. Igen könnyen és gyorsan dolgozott; szívesen dicsekedett azzal, hogy évente 50.000 frankot is megkeres.
1742-ben az opera számára készített díszlet- és jelmezterveket. 1748-tól a Saint Laurent Színháznak dolgozott. Az 1750-es évektől főleg bibliai témájú képeket rendeltek tőle.
1770-ben műtermében, munka közben halt meg. Halála után neve hamar feledésbe merült, munkássága azonban igen jelentős volt, a rokokónak újszerű tartalmat adott.

## Művészete
Korai munkái – Watteau és Rubens nyomán idillikus tájképek és mitológiai témájú festmények voltak. Hamarosan azonban az erotika felé fordult és a hagyományos mitológiai képekből egyre inkább szenvedélyes szerelmi jelenetek lettek.
Mestere volt az életképek műfajának is, mint azt az 1739-es Reggeli című festménye is mutatja. Gyakran ábrázolta saját családját is ilyen képein, sőt gyakran „szabadosabb” festményein is, mint az Odaliszk-képek, felesége volt a modellje. Az Odaliszk sötét hajú változata arra indította Diderot-t, hogy kijelentse: Boucher prostituálja a feleségét. Gazdag gyűjtők azonban továbbra is nagyra értékelték Boucher ilyen irányú munkásságát is. Egyik leghíresebb képe ebből a műfajból a 15 éves kurtizán, Marie-Louise O’Murphy ábrázolása. 
A festészet mellett színházi kosztümöket és díszleteket is tervezett. Favart (1710-1792) vígoperáinak intrikus világa közel állt festészetéhez is. Tapétatervezőként is hozzájárult az opera és a versailles-i, fontainebleau-i és choisy-i királyi kastélyok berendezéséhez.
Távoli rokona, Jacques-Louis David neoklasszicista festő Boucher támogatásával indult el művészi pályáján.
Boucher híres mondása volt, hogy a természet „túlságosan zöld és rosszul van megvilágítva” ahhoz, hogy festői téma lehessen. Ennek ellenére sok szép tájkép került ki a keze alól.
François Boucher neve, patrónusáéval, Madame Pompadourral együtt, azonosult a 18. századi francia rokokó fogalmával.

## Galéria

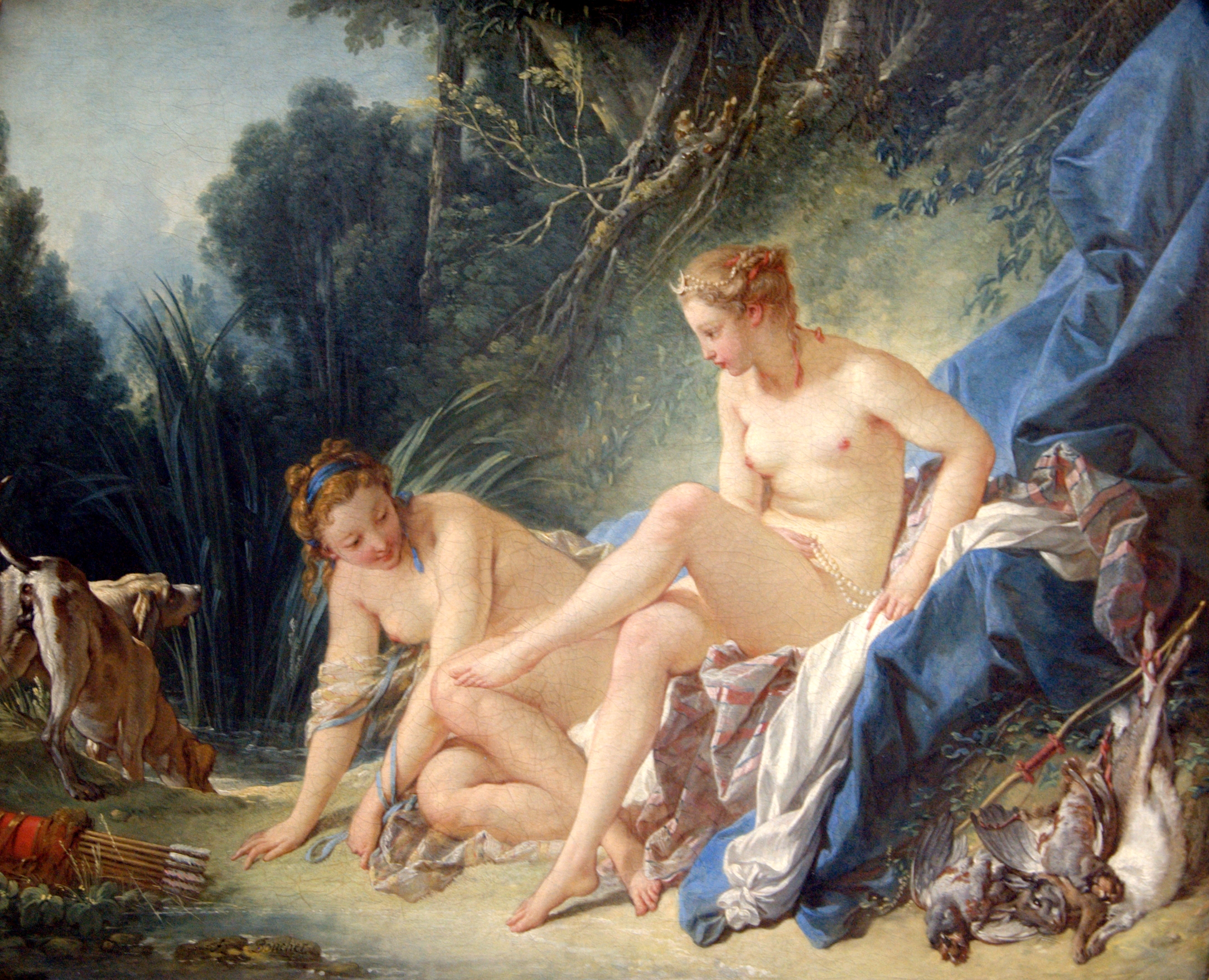
Diane sortant du bain vagy Diana kiszáll a fürdőből 1745, Louvre, Paris
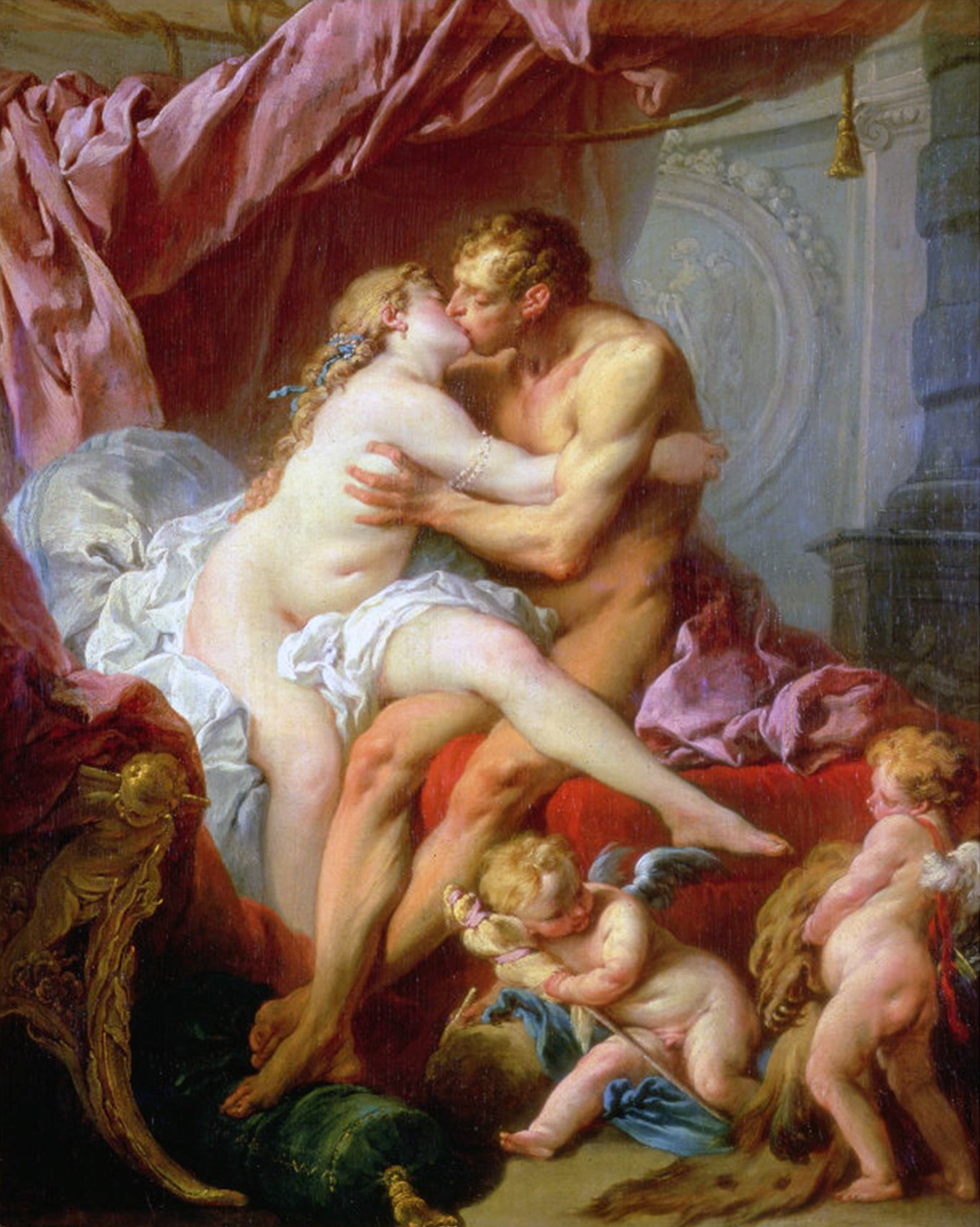
Héraklész és Omphale
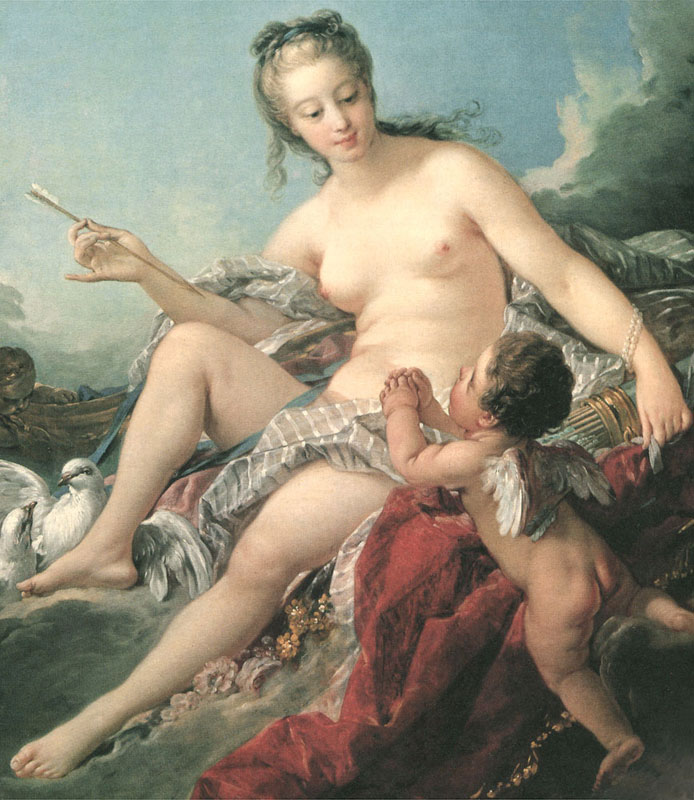
L'Amour désarmé  vagy Àmor  lefegyverezve, c. 1730-1733, Honolulu Museum of Art
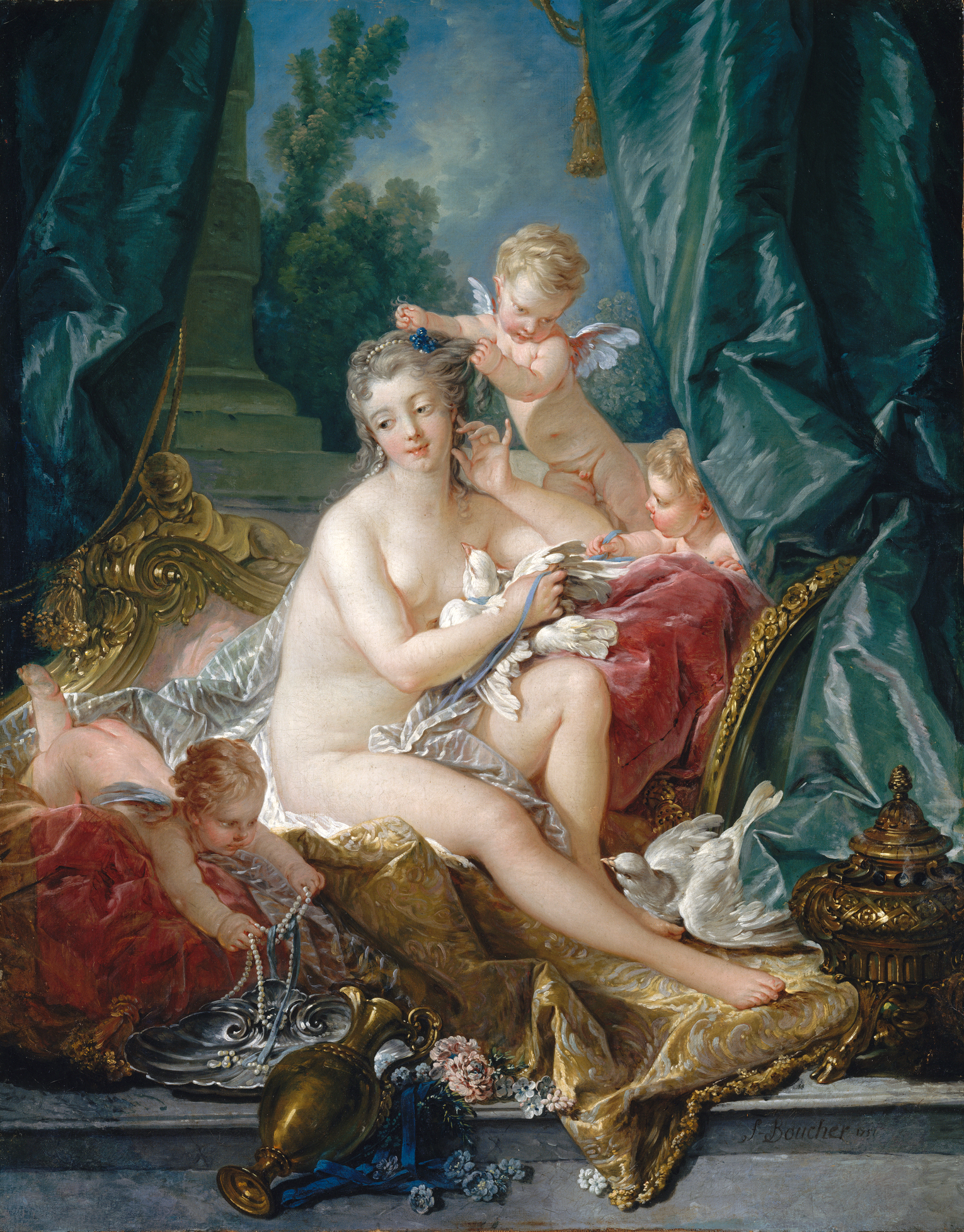
Vénus toalettje (1751)  New York, Metropolitan Museum of Art
Madame Bergeret  (1766?), New York, Metropolitan Museum of Art
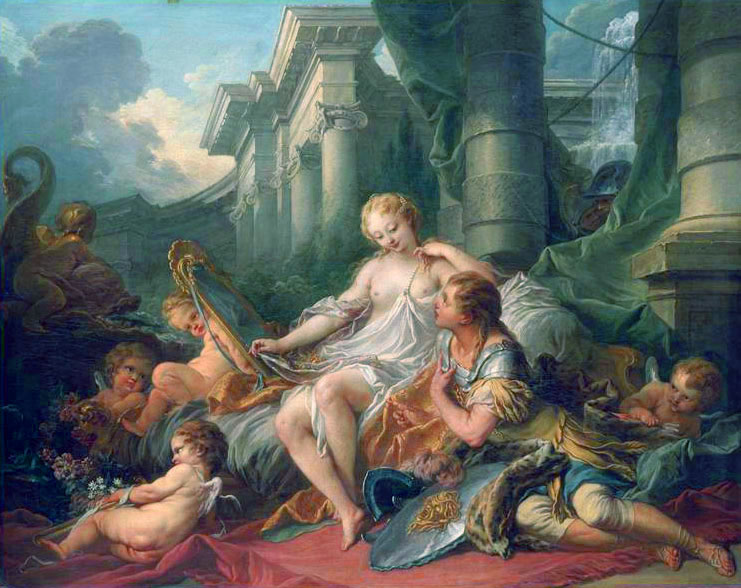
Rinaldo és Armida, 1734
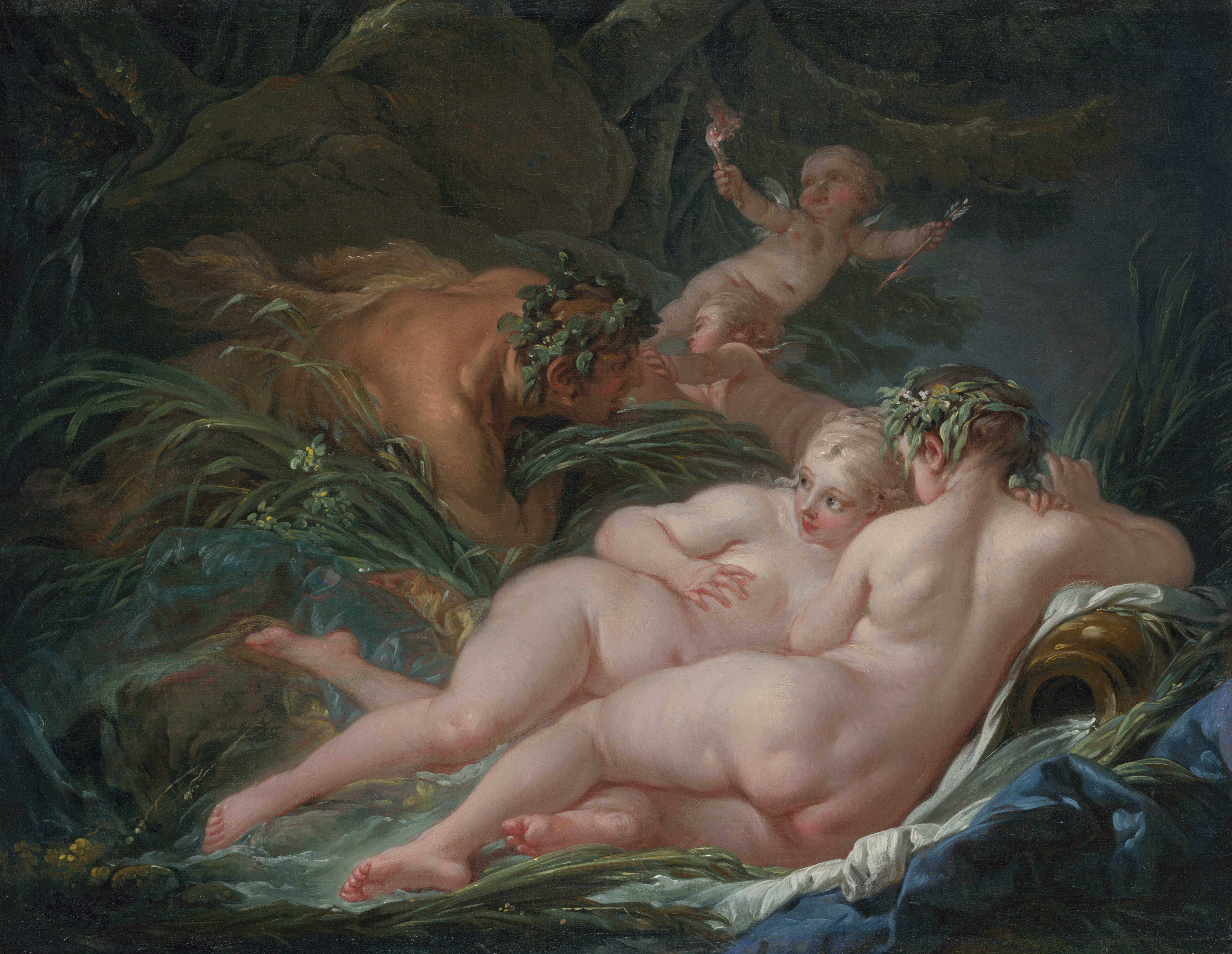
Pan és Syrinx, 1759
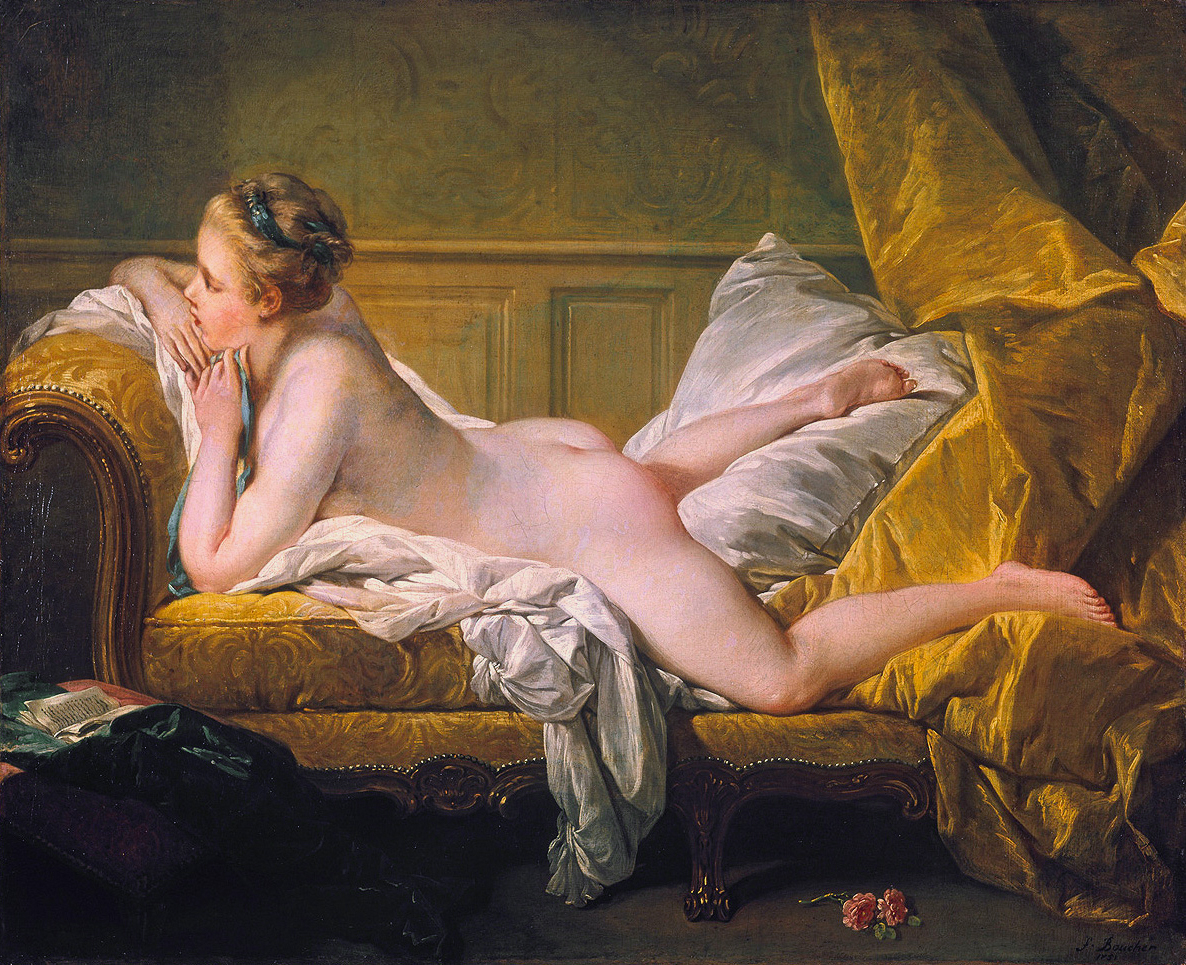
A szőke odaliszk a modell az Marie-Louise O’Murphy (1751)
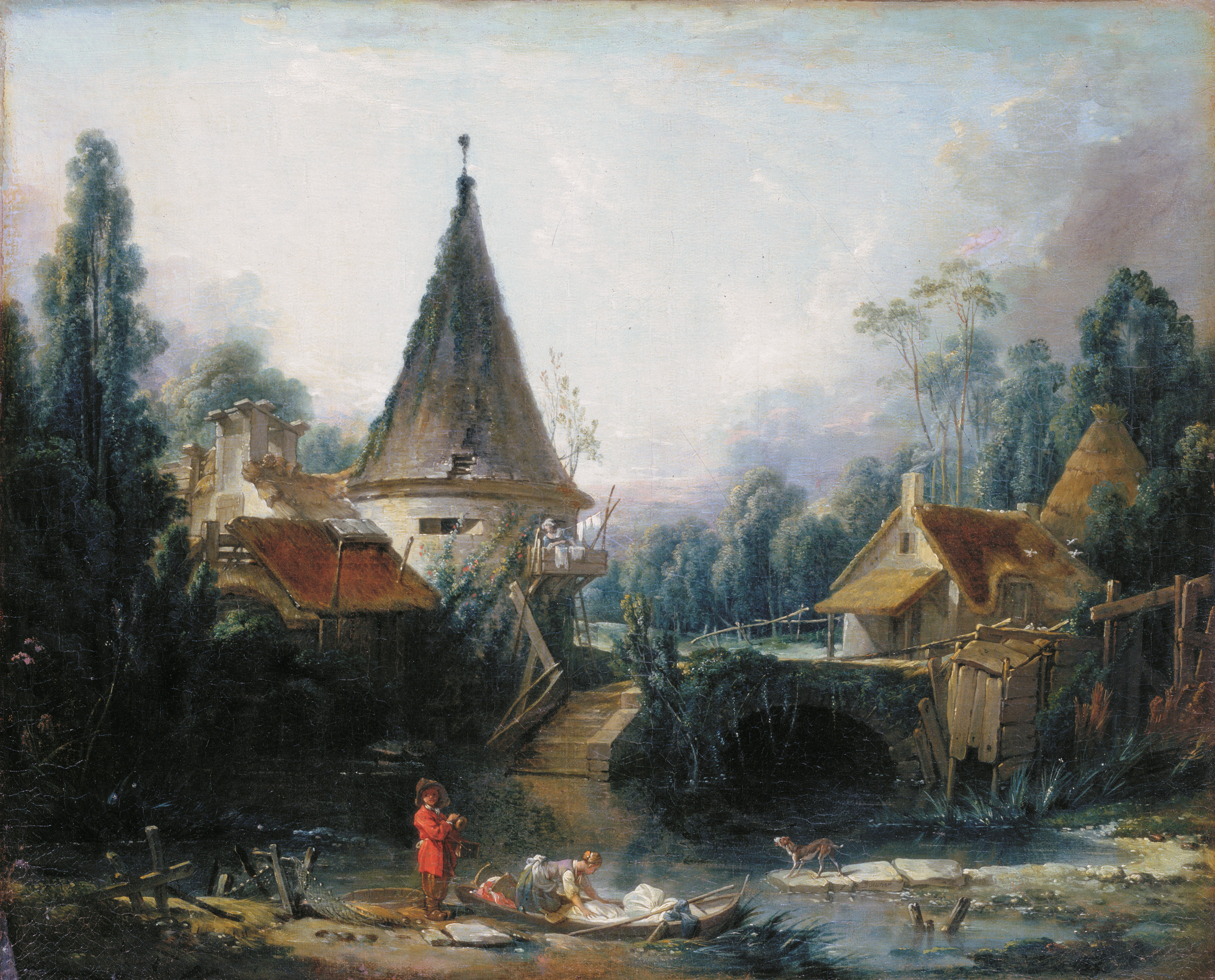
Tájkép
L'Odalisque Brune vagy Barna odaliszk c. 1749, Louvre
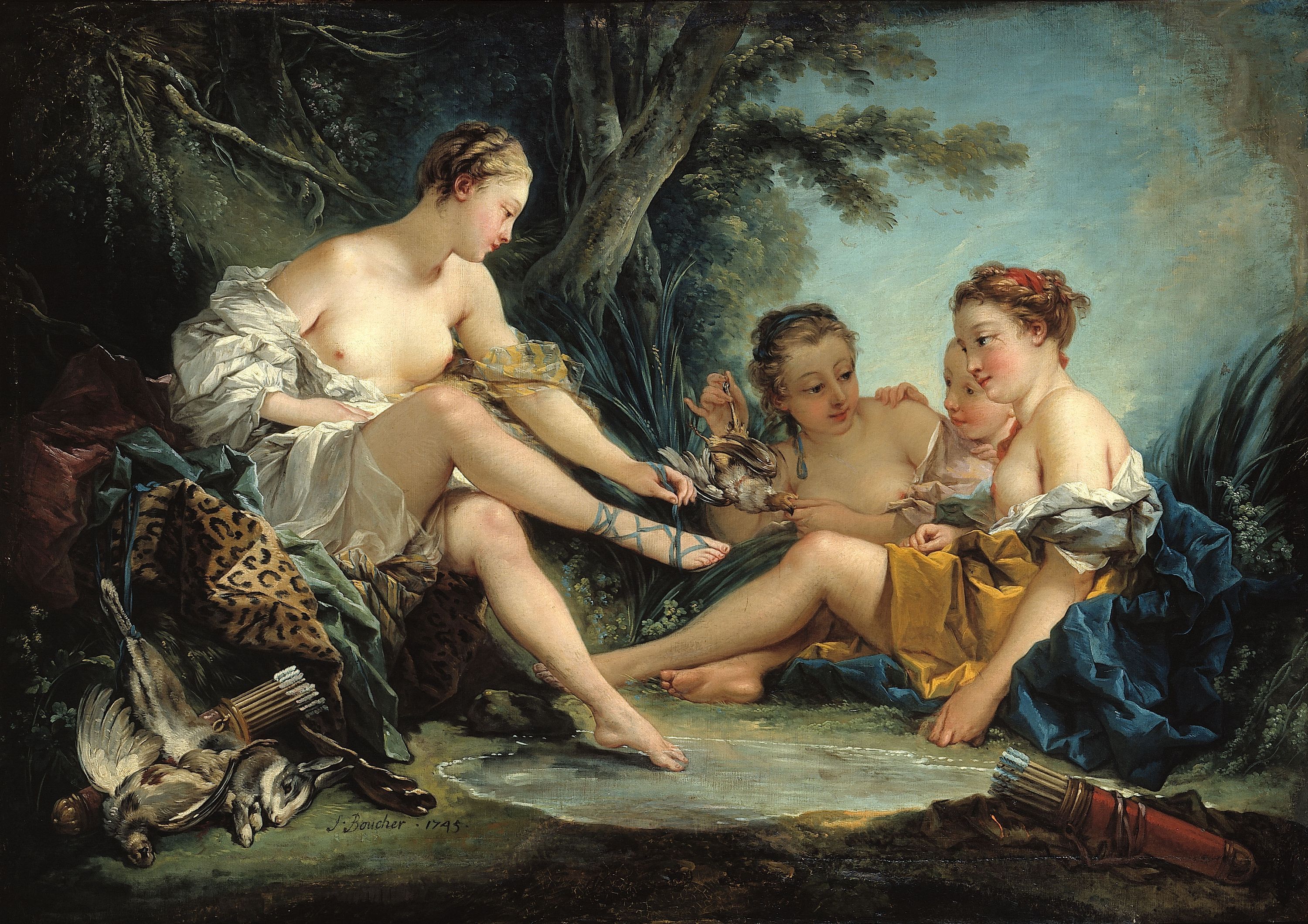
Le Retour de Diane chasseresse vagy Diána vadászatról visszatérve (1745),  Museum of Cognacq-Jay, Paris
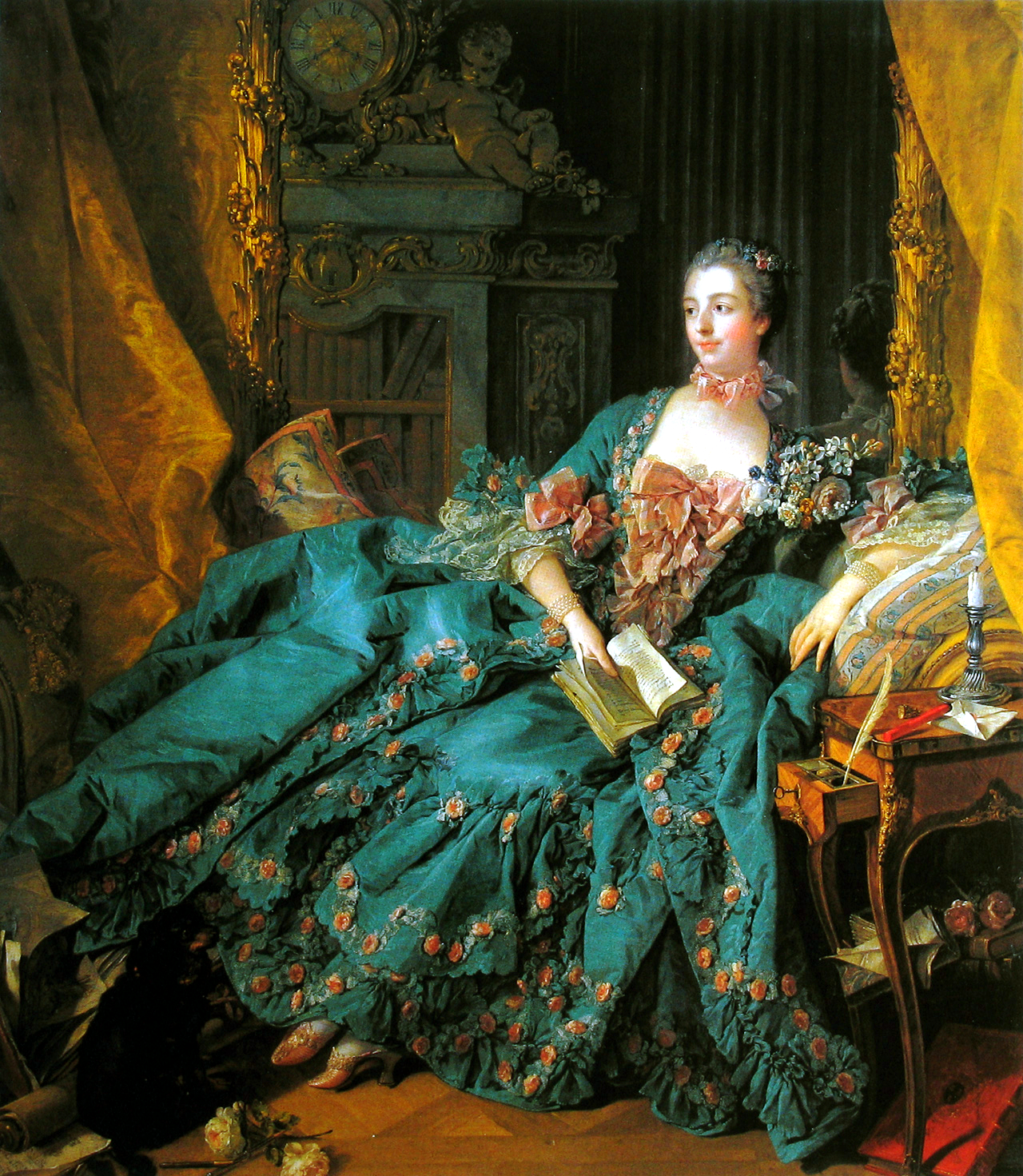
Madame de Pompadour, 1756, Alte Pinakothek
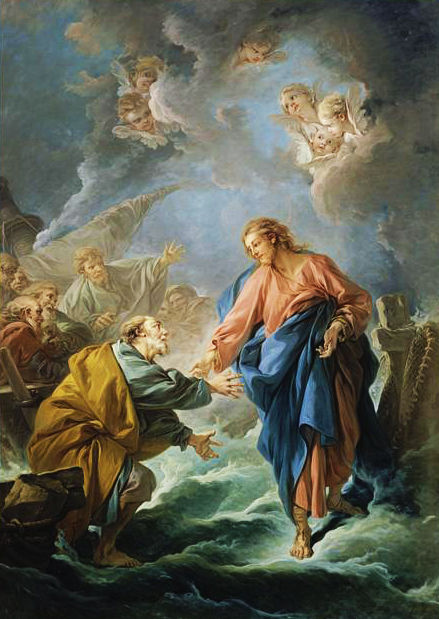
Szent Péter megpróbál vizen járni, 1766, Cathédrale Saint-Louis, Versailles
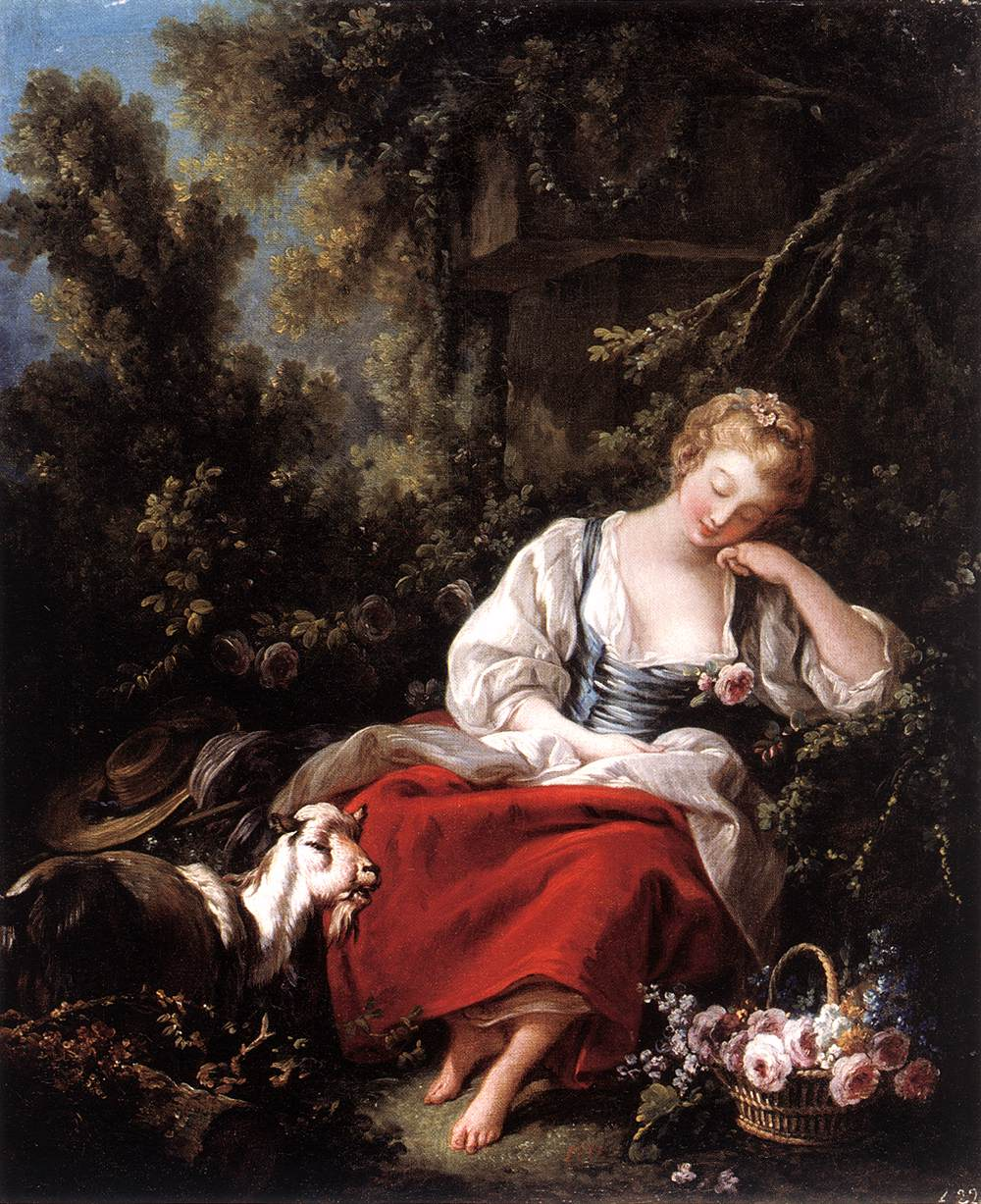
Az alvó kertészlány (1762), Toile de 229 × 89 cm; Grande-Bretagne; collection privée.
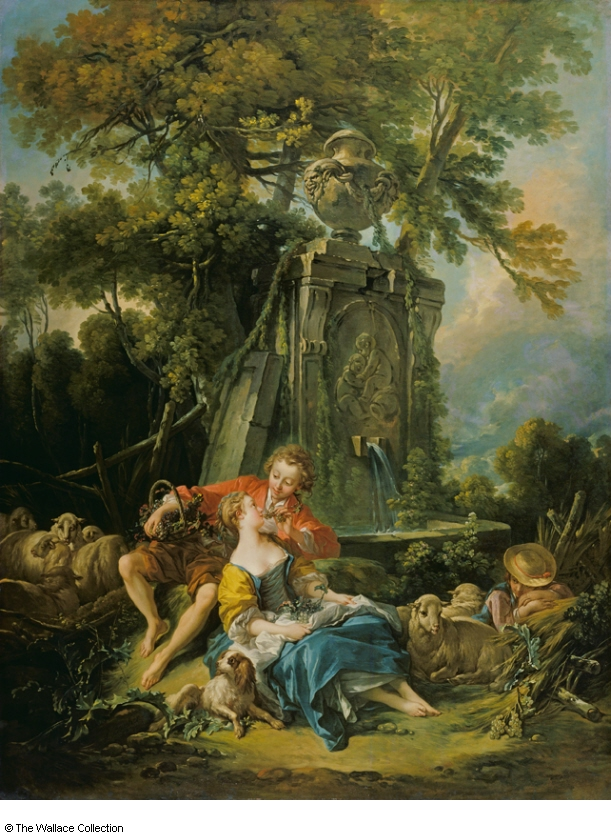
Az őszi pásztorális idill  (1749), Wallace Collection, Londres
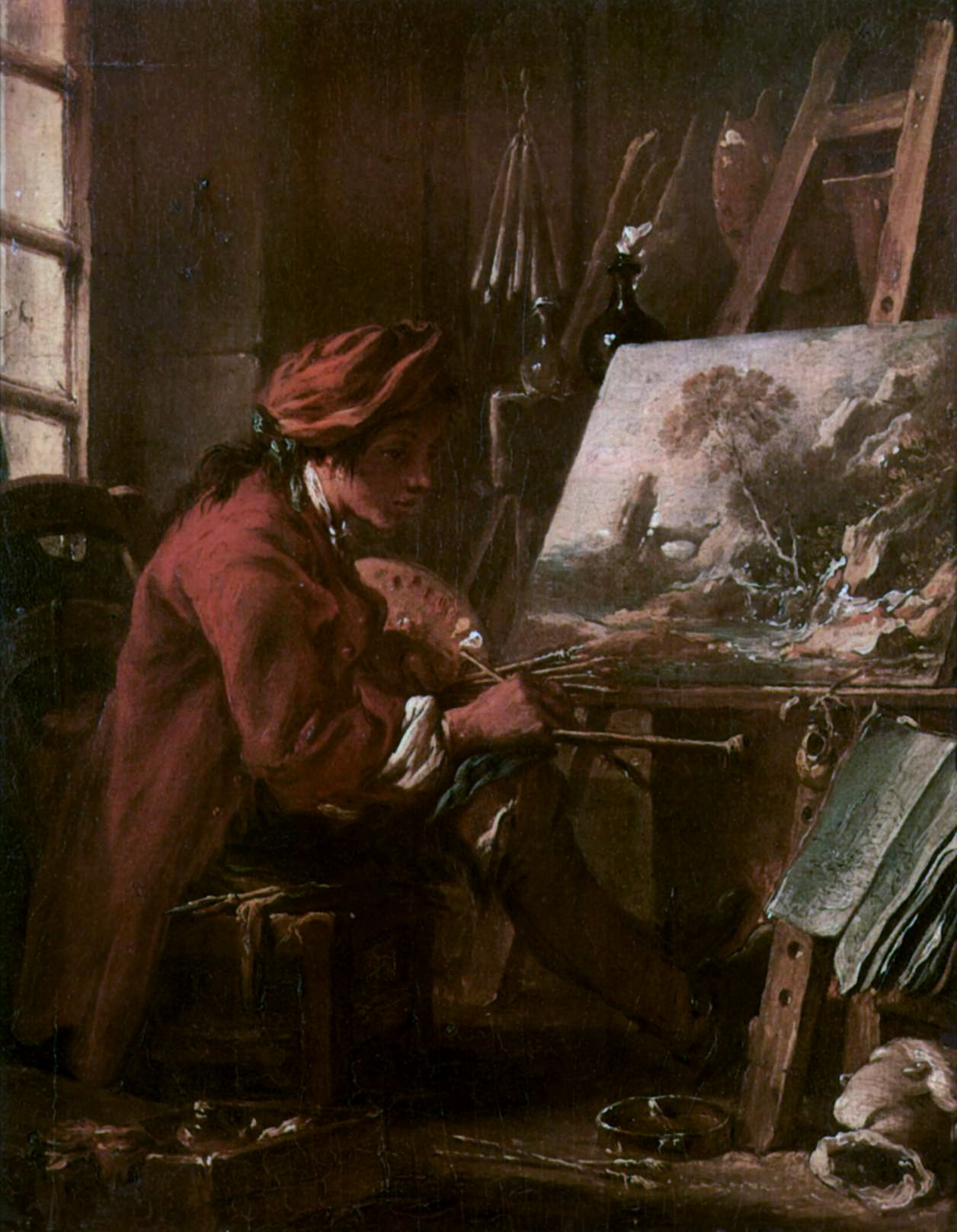
Önarckép a studióban, 1720, Louvre